# Jean-Pierre Bade
Pour les articles homonymes, voir Bade.
Jean-Pierre Bade, né le 18 mars 1960 à Saint-Louis de La Réunion, est un footballeur français évoluant au poste d'arrière latéral. Il est l'actuel sélectionneur de l'Équipe de La Réunion de football.

## Biographie
Formé à Saint-Louis de la Réunion, Jean-Pierre Bade arrive en métropole au Red Star puis au RC Lens en 1978. Il y reste jusqu'en 1984. Après y avoir rencontré sa femme, il quitte Lens pour Marseille, où il joue entre 1984 et 1987 jusqu'à son départ pour Nantes.
Bade passe ensuite par Strasbourg ou il a été très apprécié,  le RC Paris et enfin Bordeaux, où il termine sa carrière métropolitaine en 1992.
Il est également sélectionné en Équipe de France Espoirs, olympique et A'.

## Carrière

### Joueur
- Saint-Louis (jeunes)
- 1977-1978 : Red Star (jeunes)
- 1978-1984 : RC Lens
- 1984-1987 : Olympique de Marseille
- 1987-1988 : FC Nantes
- 1988-1989 : RC Strasbourg
- 1989-1990 : Matra Racing
- 1990-1992 : Girondins de Bordeaux
- 1992-1995 : JS saint-pierroise
- 1995-2000 : SS Saint-Louisienne

### Entraîneur
- Saint-Louis ( La Réunion)
- Entraîneur - joueur à Saint-Pierre ( La Réunion)
- Entraineur US Stade Tamponnaise ( La Réunion) 2005-2008
- Entraineur Saint-Louisienne de 2009 à 2013
- Entraîneur de la JS Saint-Pierroise depuis 2014
- Sélectionneur de la Réunion depuis 2009

## Palmarès

### Joueur
- Vice-champion de France en 1987 avec l'Olympique de Marseille
- Finaliste de la Coupe de France en 1986 et 1987 avec l'Olympique de Marseille et en 1990 avec le Matra Racing
- Champion de France de division 2 en 1992 avec les Girondins de Bordeaux
- Champion de la Réunion en 1993,1994 avec la JS Saint-Pierroise et 1997,1998 avec la SS Saint-Louisienne
- Vainqueur de la Coupe de la Réunion en 1992 et 1994 avec la JS Saint-Pierroise et 1995,1996,1998,1999 avec la SS Saint-Louisienne
- Vainqueur des premiers jeux des iles de l'océan indien en 1979 avec la Réunion

### Entraîneur
- Champion de la Réunion en 1997, 1998, 2001, 2002 et 2012 avec la SS Saint-Louisienne et en 2005, 2006,2007 avec l'US Stade Tamponnaise,
- Vainqueur de la coupe régionale de France en 1996, 2002 avec la Saint-Louisienne, 2006 avec l'US Stade Tamponnaise
- Vainqueur de la Coupe de la Réunion en 2002, 2013 avec la SS Saint-Louisienne et 2008 avec l'US Stade Tamponnaise
- Vainqueur en 1998, 2015 et 2019 des jeux des iles de l'océan Indien.